# Phoebe Prince
Phoebe Nora Mary Prince (Bedford, 24 de noviembre de 1994
– South Hadley, 14 de enero de 2010) fue una adolescente proveniente del Condado de Clare en Irlanda, quien se trasladó a South Hadley, Massachusetts. Se volvió conocida en Estados Unidos después de suicidarse a causa de sufrir durante meses un constante acoso escolar (bullying) por parte de sus compañeros de escuela. Su muerte interpuso cambios más rigurosos en las leyes de antibullying en Estados Unidos. En marzo de 2010, después de su muerte, se declaró el antibullying en la legislación de Massachusetts, que fue convertida en ley el 3 de mayo de 2010.

## Biografía
Prince nació en Bedford (Inglaterra) y se mudó a la comunidad de Fanore 
en County Clare (Irlanda), cuando tenía dos años. 
Emigró a los Estados Unidos en 2009 con su madre y cuatro hermanos. Su madre vivió en Boston algunos años. 
Según informes, eligieron South Hadley (Massachusetts) debido a la presencia de varios familiares, incluyendo una tía, Elaine Moore. 
Su padre británico permaneció en Lisdoonvarna (condado de Clare). 
Prince concurría a la Secundaria South Hadley High School en el momento de su muerte a la edad de quince años, en enero de 2010.

## Incidentes de acoso escolar y suicidio
Habiéndose mudado recientemente a los Estados Unidos desde Irlanda, Prince había sido acosada e intimidada por varios meses por al menos dos diferentes grupos de estudiantes en South Hadley High School, debido a peleas con otras chicas por una breve relación con un estudiante de fútbol del último año y a otro chico. Su tía alegó que había advertido en la escuela en agosto de 2009, antes de anotar a Prince como estudiante, que la vigilaran porque era «susceptible» a la intimidación y que ya le había sucedido en Irlanda.
El 14 de enero de 2010, luego de un día entero de acoso y burlas, seguido de un incidente final en que un estudiante le arrojó una lata desde un coche mientras caminaba a casa desde el colegio, Prince se suicidó ahorcándose en el hueco de la escalera que lleva al segundo piso del apartamento de la familia. Su cuerpo fue descubierto por su hermana de doce años. Luego de su muerte, se hicieron muchos comentarios insultantes en la página memorial de Facebook, la mayoría de los cuales fueron eliminados. Sus padres decidieron sepultarla en Irlanda.
Una reunión realizada en la escuela para discutir el problema del acoso finalizó con los padres denunciando que la situación vivida por sus hijos era completamente ignorada por la administración escolar. Como resultado de este incidente los legisladores del estado de Massachusetts aceleraron los esfuerzos para aprobar una ley antiacoso
y la medida fue convertida en ley el 3 de mayo de 2010.
Inspirados por la ley en Massachusetts, se introdujo una legislación similar en el Estado de Nueva York.
Se ha propuesto la «Ley de Phoebe» para promover una legislación a nivel nacional.
En julio de 2010, un comité en la escuela South Hadley adoptó una política antiacoso más integral.

## Caso penal
El 29 de marzo de 2010, la abogada del distrito noroeste Elizabeth Scheibel anunció en conferencia de prensa 
que nueve adolescentes de South Hadley High School fueron enjuiciados como adultos con cargos por delitos graves por el Gran Jurado del Condado de Hampshire. Los cargos iban desde violación de menores por los dos adolescentes varones implicados (los dos considerados adultos bajo la ley de Massachusetts) a violación de los derechos civiles, acoso criminal, alteración de una asamblea escolar y acoso. Cargos adicionales se presentaron también en contra de las tres mujeres menores de edad acusadas por el Gran Jurado.
Uno de ellos fue acusado de asalto con arma mortal por lanzarle una lata a Phoebe Prince. Una queja separada por delincuencia fue presentada contra una de las tres mujeres menores de edad por asalto y agresión contra otra víctima en South Hadley High School (una chica que fue atacada en la escuela después de aparecer en un informe de noticias de televisión describiendo el acoso que sucedió en South Hadley High School).
Al menos cuatro de los seis adolescentes continuaban asistiendo a clases cuando los cargos fueron anunciados.
En su declaración, Scheibel directamente contradijo previos reclamos del Superintendente escolar Gus Sayer de que los oficiales escolares no habían sido advertidos del acoso en la escuela: 

Contrariamente a los informes publicados previamente, el acoso que sufría Phoebe era bien conocido por la mayoría del estudiantado de South Hadley High School. La investigación ha revelado que ciertos integrantes del personal y administradores del secundario también habían sido alertados del acoso de Phoebe Prince antes de su muerte. Antes de ello, su madre habló con al menos dos miembros del personal de la escuela acerca del acoso que Phoebe le había notificado.

Algunos de los presentes, incluyendo al menos cuatro estudiantes y dos profesores, intervinieron mientas el acoso estaba ocurriendo o lo reportaron a los administradores. Una falta de entendimiento del acoso asociado con las relaciones adolescentes parecen haber prevalecido en South Hadley High School. Eso, a su vez, trajo una interpretación inconsistente en la aplicación del código de conducta escolar cuando los incidentes fueron observados y reportados.

Al revisar esta investigación, hemos considerado si las acciones u omisiones de actuar por los profesores, personal y administradores de las escuelas de South Hadley individual o colectivamente, ascendieron a un comportamiento criminal o no. En nuestra opinión, no fue así. Sin embargo, las acciones o inacciones de algunos adultos en la escuela son problemáticas.

Scheibel indicó que la investigación continuaba y que era posible que hubiese nuevas acusaciones contra otros estudiantes de South Hadley. Urgió a las autoridades escolares a adoptar medidas antiacoso y a realizar programas de entrenamiento para el personal y los estudiantes, y expresó el deseo de la familia Prince que se abstengan del vigilantismo y que busquen la justicia sólo a través del sistema de justicia penal.
«Ahora no es momento de retribuciones ni represalias», dijo Scheibel.
Dos días después el abogado del distrito hizo una conferencia de prensa en la que el superintendente escolar Gus Sayer nuevamente negó que los administradores de la escuela hubieran ignorado el acoso de Prince.
Los oficiales escolares de hicieron una declaración en la que decían haber «tomado acciones disciplinarias con un pequeño grupo adicional de estudiantes y que habían sido expulsados del secundario».
Sin embargo, la declaración de la escuela no era clara en cuanto a si alguno de los acusados fue de hecho expulsado. Al menos un informe dijo que todos los acusados continuaban en la escuela.
Tres de los acusados se declararon no culpables a través de sus abogados en la Corte Suprema de Hampshire el 6 de abril de 2010. Otros tres, menores bajo las leyes de Massachusetts (menores de diecisiete años), se declararon no culpables de cargos de delincuencia el 8 de abril de 2010 el la Corte Juvenil Franklin-Hampshire en Hadley, Massachusetts. Las tres chicas adolescentes menores también fueron acusadas como criminales juveniles en cargos de delitos de adultos.
Los seis acusados renunciaron a su derecho a comparecer ante el tribunal y no aparecieron en sus audiencias de lectura de cargos. A todos se les ordenó estar lejos de la familia de Prince.
Los primeros informes de los medios en los que decían que había nueve adolescentes acusados fueron incorrectos y se debió a la lista secuencial de Scheibel del Gran Jurado y Corte Juvenil en la conferencia de prensa. La confusión vino porque Scheibel no liberó los nombres de los acusados por delincuencia juvenil por las leyes de confidencialidad. Sin embargo, posteriormente se confirmó que solo seis adolescentes fueron culpados.
El día del suicidio de Prince, tres de los acusados ―incluido el jugador de fútbol americano que había tenido previamente una relación con Prince―, estuvieron presuntamente involucrados en el acoso y las burlas persistentes de Prince en la escuela, la biblioteca y el paraninfo de la escuela. Uno de los acusados siguió a Prince desde la escuela en el coche de un amigo y le arrojó una lata vacía de una bebida energizante, mientras le gritaba e insultaba.
Copias de los documentos de la corte con los detalles completos del caso en contra de las tres adolescentes fueron colocados en el sitio web de CNN.